# Chiloglottis reflexa
Chiloglottis reflexa är en orkidéart som först beskrevs av Jacques-Julien Houtou de La Billardière, och fick sitt nu gällande namn av George Claridge Druce. Chiloglottis reflexa ingår i släktet Chiloglottis och familjen orkidéer. Inga underarter finns listade i Catalogue of Life.